# أنيت كيم
أنيت كيم (بالبوكمول: Anette Bøe) هي لاعبة هوكي الجليد نرويجية، ولدت في 5 نوفمبر 1957 في لارفيك في النرويج.

## وصلات خارجية
- أنيت كيم على موقع الاتحاد الدولي للتزلج (التزلج الريفي) (الإنجليزية)
- أنيت كيم على موقع اللجنة الأولمبية الدولية (الإنجليزية)
- أنيت كيم على موقع أوليمبيديا (الإنجليزية)
- أنيت كيم على موقع IMDb (الإنجليزية)